# Cashe aside
Cashe aside — шаблон проєктування для оптимізації використання кешу.

## Проблема
Аплікація застосовує кеш для оптимізації повторного доступу до даних. Однак дані час від часу оновлюються. Необхідно забезпечити спосіб підтримувати максимально актуальні дані в кеші.

## Вирішення
Поміщаємо дані в кеш на вимогу. Протягом певного періоду часу очищаємо кеш.

## Переваги та недоліки

### Переваги
- забезпечує часткову консистенцію даних при оптимізованому доступі
- забезпечує непередбачувану потребу в ресурсах. Дані поміщаються в кеш на вимогу
- система може працювати при несправності кешу. В такому випадку дані беруться зі сховища

### Недоліки
- не забезпечує повну консистенцію даних. Дані можуть бути оновлені, стороннім сервісом в той час як кеш міститиме застарілу інформацію
- не забезпечує збереження статичних даних. Кеш постійно очищається

## Опис
1. Читаємо дані з кешу.
2. Якщо даних немає в кеші, читаємо їх зі сховища.
3. Поміщаємо прочитані дані в кеш.
4. Очищаємо дані із кешу за певний період часу.

```
public
 
Data
 
GetData
()

{

	
LoadDataFromDatabaseIfNeed
();

	
return
 
_cache
.
GetData
();

}

private
 
void
 
LoadDataFromDatabaseIfNeed
()

{

	
if
 
(
!
_cashe
.
HasRequiredData
())

	
{

		
var
 
data
 
=
 
_database
.
GetData
();

		
_cache
.
SaveData
(
data
,
 
expire
:
 
TimeSpan
.
FromMinutes
(
5
));

	
}

}

```